# 스페인 인판테 알폰소
스페인 인판테 알폰소(Infante Alfonso of Spain, 1941년 10월 3일 ~ 1956년 3월 29일)는 스페인의 후안 카를로스 1세 왕의 남동생이었다. 그는 또한 바르셀로나 백작 인판테 후안과 양시칠리아 공주 마리아 메르세데스의 막내 아들이었으며, 알폰소 13세 왕의 손자이기도 했다. 그는 후안 카를로스의 총에 맞아 14세에 어린 나이에 사망했지만, 그의 사망 경위는 오늘날까지 명확하지 않다.